# 1070

## Родени
- Калман, крал на Унгария